# Cucaño
Cucaño fue un colectivo cultural de artistas rosarinos fundado en 1978, que mediante intervenciones artísticas callejeras, evidenciaron la represión ejercida por la dictadura cívico/militar. Sus fundadores fueron Carlos Luchesse, José Luis "Zapo" Aguilera, Guillermo Giampietro y Alejandro Beretta.
En diciembre de 1979, luego de un trascendente evento en la sala "Pau Casals", se pusieron de manifiesto diferencias operativas e ideológicas en el seno del colectivo, que provocaron el alejamiento de los miembros fundadores Carlos Luchesse y José Luis Aguilera.
A partir de allí, el resto del grupo continuó con las actividades hasta finales de 1982, momento en que decidieron dedicarse de lleno a la política.

## Inicio
El grupo Cucaño fue iniciado en 1978 en Rosario, cuando gobernaba Argentina una dictadura militar y estaba integrado por jóvenes que se dedicaron a la plástica, la poesía y el arte instantáneo en plena calle. En su segunda etapa, a partir de 1980, ya sin dos de sus fundadores (Carlos Luchesse Y José Luis "Zapo" Aguilera), sus miembros eran bautizados en una suerte de rito de iniciación y fue así que Guillermo Giampietro pasa a ser Anuro Gauna, Carlos Ghioldi se convierte en Pepito Esquizo, Graciela Simeoni en Pandora, Miguel Bugni es McPhantom, Guillermo Ghioldi pasa a ser Lechuguino Maco, Diego Canale el Marinero Turco, Mariano Guzmán es Piojo Abelardo, Luis Alfonso se convierte en Gordoloui, Juan Aguzzi en Hermano Juan, Daniel Kocijancic en Hachero Centroamericano y Marcelo Roma en Pan de Leche, entre otros.
A principios de 1979 un encuentro entre los estudiantes del Colegio Nacional n° 1, Guillermo Giampietro y Alejandro Beretta, y José Luis "Zapo" Aguilera y Carlos Luchesse, referentes en el ambiente under de la música rosarina fue el germen inicial de un grupo que si bien no esgrime una filiación política definida, coincide en el propósito de alterar mediante intervenciones radicales el funcionamiento cotidiano de la sociedad y de cuestionar los esfuerzos del gobierno por imponer y mantener un orden social estricto. El intercambio de ideas, de lecturas, de experiencias, fructificó dando lugar el 4 de diciembre de 1979 en la sala Pau Casals en el ciclo "Música Popular Contemporánea", que organizaba Chiquito Gómez, a la primera presentación del grupo en público, de "música, teatro, mimos", según decía el programa, que colocan bajo la consigna  de “Romper con la cultura”. Si bien hay una leyenda medieval relativa al país de la Cucaña, una tierra de promisión, en realidad el nombre Cucaño fue tomado por Giampietro de la novela "Payasadas", de Kurt Vonnegut, en la cual en el lenguaje privado de los dos hermanos protagonistas Cucaño significa cumpleaños.
El público debió someterse a una especie de puesta que cambiaba lo habitual: en vez de un programa recibía basura y un papel con el sello Cucaño; los hombres y las mujeres se sentaban en sectores separados; además de la acción en el escenario, otros miembros del grupo circulaban hacían pequeños actos y escenas entre un público no conforme en su totalidad, entre el cual estaba Fito Páez que les gritaba «detractores del arte»".
En enero de 1980 Cucaño se vinculó al Taller de Investigaciones Teatrales (TIT), un grupo ligado al entonces clandestino Partido Socialista de los Trabajadores y Mauricio Kurcbard, uno de sus integrantes, comenzó a coordinar ensayos de teatro del grupo en un sótano de Oroño al 400 de Rosario. Cucaño adhirió a un acuerdo que había firmado el TIT con un grupo similar de San Pablo, llamndo a "luchar a botellazos contra todas las formas de realismo y didactismo de mensajes".
En septiembre del mismo año presentó "Una temporada en el infierno" y poco después alquiló una casa en Entre Ríos 366, La Casona, en la que junto con el Grupo de Investigación y Experimentación Musical y el Taller de la Mujer, funcionó el Taller de Investigación Historietística de Cucaño, coordinado por Marinero Turco y McPhantom, que dio origen a la revista El Maldito Chocho, publicada en abril de 1981.
Ese año el grupo organizó "Las Brujas: dos meses de surrealismo y transgresión", que además de algunas intervenciones  y "hechos teatrales" incluyó un "experimento plástico". En diciembre el grupo ingresó en "La segunda muestra de teatro rosarino", en la sala Mateo Booz, y ejecutó "La insurrección de las liendres (poema épico)", una parodia de la toma del palacio de invierno en Rusia, en la cual las "liendres" avanzaban desde la calle con panfletos con consignas del Mayo francés -"La imaginación al poder", "Sean realistas, pidan la imposible"- incitando al público a ingresar a la sala para tomar el Palacio del Gran Conqui; la acción motivó un comentario elogioso del diario Rosario: "El disparate aparente se abre con la ruptura de los cánones, en la incoherencia, donde el público sorprendido, divertido, es arrastrado, movido en diferentes desplazamientos en busca del espacio escénico diferente", pero les prohibieron  volver a usar la sala.
Después de la intervención en una Iglesia en julio de 1981 (ver más abajo Actividades), la casi totalidad de los miembros de Cucaño se unió al por entonces recién fundado Movimiento al Socialismo (MAS) y paulatinamente el grupo se disolvió. En 1982 publicaron otra revista, Aproximación a un hachazo, con textos teóricos. Posteriormente hubo resurgimientos esporádicos centrados en Guillermo Giampietro y Mariano Guzmán, los miembros más consecuentes del grupo, que en 1983 escribieron y publicaron la novela Los emblemas, males en la tumba, y al año siguiente lanzaron la acción "Los predicadores de la criatura de la peste". En mayo de 1984 el grupo realizó una acción en el bar El Cairo, que fue descripta por el diario Democracia como una arenga de neto corte pro nazi realizada sin previo aviso por jóvenes cuyas ropas #recordaban a soldados alemanes, de la última contienda mundial, tocados con cascos de guerra; uno de ellos tenía un perro ovejero y otro una espada de grandes dimensiones, al tiempo que gastaba rostro maquillado y parche en el ojo". La última aparición de Cucaño fue el 22 de diciembre de 1998 en una nueva versión de la puesta El banquete -la primera fue en 1982- en el Café de la Opera hecha por Giampietro y Guzmán.

## Manifiesto
Entre otras cosas, el Manifiesto Cucaño publicado en abril de 1980 en el primer y único número de la revista Cucaño,  declaró al grupo una “entidad constituida en forma insólita e irreversible con fines que van más allá de lo tolerable” que luego de preguntarse “¿Qué es el arte, cuando se lo encierra en los cánones de lo comercial e intrascendente y se lo obliga a transformarse en una necesidad grotesca y aparentemente insana?” y responderse que era “un costumbrismo decadente”, agregaba que había “un pueblo, hastiado por un inculcamiento masivo” y declaraba que trataría “de transmitirte e inyectarte el virus de la movilización y la participación.” 

## Actividades
El grupo llevaba sus intervenciones a la calle y otros espacios públicos. Por ejemplo, con base en "Los cantos de Maldoror", de Lautréamont, durante una misa dominical del 24 de julio de 1981 en la Iglesia Nuestra Señora del Carmen un miembro apuntó hacia el sacerdote oficiante con un largavistas, otro recorrió el templo en silla de ruedas pidiendo limosna a gritos, otro hacía confesión pública sobre sus frecuentes masturbaciones y finalmente un miembro comulgó y al recibir la hostia vomitó sobre el sacerdote. En 1981 en un viaje a San Pablo, Brasil, donde tenían relación con el Taller de Investigación Teatral “Viajeros sin pasaporte”, compraron comida en los puestos de la Plaza de la República (Praça da República, São Paulo) y luego de comerla se tiraron al suelo como si estuvieran muertos, provocando que enfurecidos paseantes comenzaran a destruir los carritos, ambulancias y patrulleros policiales llegaron para trasladar a un hospital a los falsos enfermos, lo que trajo el arresto y deportación del grupo por propagar información falsa e inducir a la destrucción de la propiedad. Otra vez en que uno de ellos simuló querer arrojarse al vacío desde un balcón, fueron acusados de apología del suicidio. A estos hechos reales se sumaron otras creadas por los mismos narradores como el supuesto festejo de un cumpleaños en un microómnibus del transporte urbano mientras circulaba. Estas actuaciones se cerraban con un canto "Acha/ acha/ cucaracha/ ¡Cucaño!".